# Aldeanueva del Camino (kommun)
Aldeanueva del Camino är en kommun i Spanien.   Den ligger i provinsen Provincia de Cáceres och regionen Extremadura, i den centrala delen av landet, 190 km väster om huvudstaden Madrid. Antalet invånare är 799.